# 164268 Hajmási
A 164268 Hajmási (ideiglenes jelöléssel 2004 VV69) a Naprendszer kisbolygóövében található aszteroida. Sárneczky Krisztián fedezte fel 2004. november 11-én.
Nevét Hajmási József (1910 – 2010) amatőrcsillagász után kapta.